# Conquest of Paradise
Conquest of Paradise est un morceau de Vangelis faisant partie de la bande originale du film 1492 : Christophe Colomb de Ridley Scott. Il est inspiré de la Folia, l'un des plus anciens thèmes musicaux européens, apparu probablement au XVe siècle au Portugal. En France, le single s'est vendu à  68 000 exemplaires.
Les paroles du chœur sont en « latin de cuisine ».

## Liste des titres
CD single
1. Conquest Of Paradise – 4:47
2. Moxica And The Horse – 7:12

CD maxi-single
1. Conquest Of Paradise – 4:47
2. Moxica And The Horse – 7:12
3. Line Open – 4:43
4. Landscape – 1:37

Line Open et Landscape n'apparaissent pas sur l'album.

## Classements
| Pays et classement (1992-1993) | Meilleure position |
| ------------------------------ | ------------------ |
| France - SNEP                  | 12                 |
| Royaume-Uni - UK Singles Chart | 60                 |
| Pays et classement (1994)      | Meilleure position |
| Allemagne                      | 1                  |
| Pays et classement (1995)      | Meilleure position |
| Autriche                       | 2                  |
| Belgique (région flamande)     | 1                  |
| Belgique (région wallonne)     | 5                  |
| Pays-Bas - Nederlandse Top 40  | 1                  |
| Suisse - Schweizer Hitparade   | 1                  |

| Pays et classement (1995)     | Position |
| ----------------------------- | -------- |
| Autriche                      | 4        |
| Belgique (région flamande)    | 2        |
| Belgique (région wallonne)    | 24       |
| Pays-Bas - Nederlandse Top 40 | 2        |
| Suisse - Schweizer Hitparade  | 2        |

| Pays             | Certification | Ventes certifiées |
| ---------------- | ------------- | ----------------- |
| Autriche - IFPI  | Or            | 25 000            |
| Allemagne - BVMI | 3 × Platine   | 15 000 000        |
| Pays-Bas - NVPI  | Platine       | 75 000            |

## Culture populaire

### Reprises
Ce morceau a été repris par de nombreux artistes, comme Klaus Schulze, the Vienna Symphonic Orchestra Project, Kati Kovács, John Williams and the Boston Pops Orchestra (1996), Dana Winner (2002) et The Ten Tenors (2004).

### Événements sportifs
Cette musique est connue dans le monde du Trail pour être l'hymne de l’Ultra-Trail du Mont-Blanc (UTMB) depuis bientôt 20 ans, elle accompagne notamment chaque départ, arrivée ou remise de médailles. 

### Télévision et cinéma
La musique a été utilisée comme générique de fin de Jeux sans frontières[réf. nécessaire], mais aussi dans le trailer du blockbuster Mission to Mars (2000) de Brian De Palma ou encore dans la bande originale du film Agents très spéciaux : Code UNCLE (2015) de Guy Ritchie.